# ريان جولد
رايان جولد (بالٳنجليزية: Ryan Gauld) هو لاعب كرة قدم محترف اسكتلندي يلعب كلاعب خط وسط مهاجم لنادي فارنزي البرتغالي. ولد يوم 16 ديسمبر سنة 1995، وبدأ مسيرته الاحترافية في دندي يونايتد، حيث ساعدهم في الوصول إلى نهائي كأس اسكتلندا 2014، وبسبب قدراته على التحكم بالكرة أصبح يقارن مع ليونيل ميسي من وسائل الإعلام الاسكتلندية. وفي يوليو 2014، انتقل إلى نادي سبورتينغ لشبونة البرتغالي مقابل رسوم تبلغ حوالي 3 ملايين جنيه إسترليني. ظهر جولد بشكل أساسي مع الفريق الثاني للنادي، وتم إعارته بعدها إلى فيتوريا سيتوبال وديبورتيفو داس أيفيس ونادي فارنزي ونادي هيبرنيان. قبل أن ينتقل ريان جولد إلى نادي فارنزي بشكل دائم في يوليو 2019.
مثل ريان جولد منتخب اسكتلندا في فئات تحت 19 عامًا وتحت 21 عامًا. وتم استدعاؤه إلى المنتخب الأول مرة واحدة في سبتمبر 2014.

## الحياة الشخصية
ولد رايان جولد في 16 ديسمبر سنة 1995، في أبردين في مقاطعة أبردينشاير، ونشأ في لورنسكيرك، حيث كان طالبًا في أكاديمية ميرنز.
في عام 2002 ، بدأ جولد اللعب في نادي بيرشن سيتي للأولاد، والذي أعيدت تسميته الآن بنادي بيرشن سيتي للصغار، حيث كان جزءًا من فريق ناجح إلى جانب جون سوتار وإيوان سبارك. كما طور الثلاثي مهاراتهم في مدارس التدريب التي يديرها إيان كاثرو في دندي، قبل أن ينضموا جميعًا إلى فريق الشباب في دندي يونايتد في عام 2006 في سن التاسعة.

## المسيرة الٳحترافية

### داندي يونايتد
لعب جولد أول مباراة له مع دندي يونايتد في الدوري الاسكتلندي الممتاز كبديل في الدقيقة 87 للاعب جوني راسيل في المباراة الأخيرة لموسم 2011-12، بفوزه 2-0 على نادي مذرويل في يوم 13 مايو من سنة 2012.
في 24 يناير سنة 2013، وقع جولد عقدًا لإبقائه في النادي حتى يناير 2016. في وقت لاحق في موسم 2012-13، وبالضبط في 1 أبريل، بدأ أول مباراة له ضد سانت جونستون في ملعب مكديرميد واحتفل بالمناسبة بأول هدف كبير له ٳفتتح به المباراة والتي ٳنتهت 1–1.
في 4 نوفمبر سنة 2013، خلال موسم 2013-14، تم تمديد عقد جولد أكثر حتى مايو سنة 2016. وبعد خمسة أيام، سجل هدفين في فوز 4-0 على نادي مذرويل في فاير بارك. وفي 15 ديسمبر سنة 2013، ذكرت صحيفة ديلي ريكورد أن المدير الأسكتلندي لمانشستر يونايتد ديفيد مويس أراد شخصياً ٳستكشاف اللاعب، واغتنام الفرصة لتشغيل القاعدة على إمكانات لاعبي دندي يونايتد الشباب الآخرين مثل المدافعين جون سوتار وأندرو روبرتسون. ومع ذلك، وفي اليوم التالي، وهو عيد ميلاده الثامن عشر، تم تمديد عقد جولد مع فريقه حتى مايو سنة 2017. في نفس الوقت تقريبًا، كان يتتبعه ناديين من الدوري الإنجليزي الممتاز وهما إيفرتون وليفربول، بالٳضافة ٳلى روما الإيطالي وريال مدريد الإسباني.
في 12 أبريل سنة 2014، لعب جولد في نصف نهائي كأس اسكتلندا في ملعب إيبروكس، حين هزم داندي يونايتد مضيفه رينجرز 3-1 ليتقدم إلى النهائي. قام بالركض إلى منطقة الجزاء التي سجل منها ستيوارت أرمسترونج الهدف الافتتاحي، وصنع الهدف الثاني من جاري ماكاي ستيفن. بعد خمسة أيام، تم ترشيحه في القائمة المختصرة لجائزة اسكتلندا لأفضل لاعب شاب، والتي تم منحها في النهاية لزميله في الفريق روبرتسون. في نهائي الكأس يوم 17 مايو، حل جولد محل ماكاي ستيفن في آخر 26 دقيقة حيث خسر دندي يونايتد 2-0 أمام سانت جونستون في سيلتيك بارك. انتهى موسم جولد بثمانية أهداف في 38 مباراة عبر جميع المسابقات، منها ستة أهداف في 31 مباراة بالدوري.

### سبورتينغ البرتغالي
في 2 يوليو سنة 2014، أعلن نادي سبورتينغ لشبونة البرتغالي عن التوقيع مه ريان جولد من دندي يونايتد، مقابل رسوم غير معلنة يُشاع أنها في حدود 3 ملايين جنيه إسترليني. وقع عقدًا مدته ست سنوات مع شرط شراء شامل بقيمة 60 مليون يورو. ونسب الفضل إلى سجل سبورتينغ الحافل في تطوير لاعبين مثل لويس فيغو وكريستيانو رونالدو وناني لقراره بالانضمام إليهم. على الرغم من انضمامه إلى الفريق الثاني للنادي، تم اختيار جولد في الفريق المكون من 25 لاعبًا للعب في دوري أبطال أوروبا بعد إعجاب المدير ماركو سيلفا أثناء التدريبات.
ظهر لأول مرة مع فريق سبورتنج الثاني في 10 أغسطس سنة 2014، ليحل محل بالينها في الشوط الأول في المباراة التي خسرها 1-0 خارج أرضه أمام نادي فارينزي. بعد سبعة عشر يومًا، في مباراته الرابعة مع النادي، سجل لأول مرة، ثم سجل الهدف الثاني أثناء فوز فريقه 3-0 على أرضه على ديبورتيفو داس أيفيس. وفي 7 ديسمبر سجل مرة أخرى، ليفتتح نتيجة الفوز 4-3 على جيرانهم نادي ليشبونة الشرقية، بتسديدة من 20 ياردة. وفي 21 ديسمبر، تم طرده بعد ٳنذارين في انتصارهم 3-1 ضد فيتوريا دي غيماريش ب. أنهى الموسم بثلاثة أهداف من 26 مباراة مع الفريق، وجاء الهدف الثالث في 7 فبراير سنة 2015، عندما عاد الفريق بفوز 2-1 على نادي أولهانينسي.
ظهر جولد لأول مرة مع الفريق الأول في 29 ديسمبر سنة 2014 في مباراة كأس الدوري البرتغالي ضد فيتوريا دي غيماريش، حيث لعب 90 دقيقة كاملة وحققوا الفوز بنتيجة 2-0. في بدايته الثانية مع فريق سبورتنج الأول في 14 يناير سنة 2015، حيث اختير جولد أفضل لاعب في المباراة التي فاز فيها 1-0 في نفس المنافسة ضد بوافيشتا. بعد أن أخطأ حارس المرمى دانيال مونلور، تحصل جولد على ركلة الجزاء التي حولها جونيا تاناكا إلى الهدف الوحيد. بعد أربعة أيام، ظهر لأول مرة في الدوري البرتغالي الممتاز، ليحل محل أندريه مارتنس في آخر 25 دقيقة من المباراة التي أنتصرو فيها 4-2 على نادي ريو أفي في ملعب جوزيه ألفالادي.
في موسمه الثاني في العاصمة البرتغالية، سجل جولد هدفه الأول في مباراة الفريق بي في 26 أغسطس سنة 2015، وهو الهدف الوحيد من في ملعب نادي كوفيلها الرياضي في الدقيقة 84. تبع ذلك هدفه في 12 سبتمبر بعد الٳنتصار 4-0 في أورينتال. عادل جولد رصيده من الأهداف في ليغا برو من الموسم السابق في 3 أكتوبر، عندما افتتح التسجيل في المباراة التي ٳنتهت 1-1 ضد نادي فاماليكاو، ونجح في 28 نوفمبر مع هدفه الرابع في الدوري، مؤكداً نفس النتيجة في نادي جيل فيسنتي.

### الٳعارة
في 20 يوليو سنة 2016، وسط ٳهتمام شيفيلد وينزداي الإنجليزي، تمت إعارة جولد إلى فريق الدرجة الأولى البرتغالي فيتوريا دي سيتوبال للموسم المقبل، إلى جانب زميله في الفريق أندريه جيرالدز. ظهر لأول مرة مع فيتوريا في 26 أكتوبر سنة 2016 في مباراة كأس الدوري البرتغالي ضد سانتا كلارا في الدوري الأدنى، ولعب 90 دقيقة كاملة فازوا فيها بنتيجة 2-0. ثم ظهر لأول مرة في الدوري بعد ثلاثة أيام، حيث دخل كبديل متأخر لنيني بونيلا في مباراة تعادل فيها فريقه سلبياً على أرضه ضد نادي بورتو، وكانت أول مباراة له في الدوري البرتغالي الممتاز بعد 20 شهرًا.
في 5 يناير سنة 2017 ، تم الإبلاغ عن استدعاء جولد من الإعارة للتدريب مع سبورتينغ لشبونة ب، بسبب خروجه من كأس الدوري البرتغالي على يد فيتوريا دي غيماريش في ظروف مثيرة للجدل. لعب تسع مباريات في الدرجة الثانية على مدار بقية الموسم، وتم طرده في 14 مايو في نهاية المباراة التي خسرها فريقه 2-1 على أرضه أمام أكاديميكا كويمبرا.
في 24 يوليو سنة 2017، تم إعارة جولد إلى الدوري البرتغالي الممتاز مرة أخرى مع الوافد الجديد ديبورتيفو داس أيفيس. لم يكن قادرًا على اللعب ضد فريقه الأم سبورتينغ لشبونة في اليوم الأول من الموسم، ومع ذلك، فقد دخل كبديل في الوقت الإضافي في المباراة التانية مكان سلفادور أغرا، وتعادلو 2-2 مع نادي باسوش دي فيريرا في 13 أغسطس. وفي مباراته الرابعة يوم 11 سبتمبر، سجل هدفه الأول في دوري الدرجة الأولى البرتغالي، في الفوز 2-1 على أرضه على نادي بيلينينسيس.
في 31 أغسطس سنة 2018، انضم جولد إلى فارينزي الممارس في دوري ليغا برو على سبيل الإعارة لمدة موسم. ثم تم تقليص الإعارة إلى يناير 2019، وتمت إعارته بعد ذلك إلى نادي هيبرنيان في الدوري الاسكتلندي الممتاز. عانى جولد من إصابة في أوتار الركبة وبالتالي لعب 371 دقيقة فقط من من ست مباريات شارك فيها مع الفريق الأول في إعارته نصف الموسم في هايبرنيان.

### فارينيزي
غادر جولد سبورتينغ لشبونة للانضمام إلى فارينزي على أساس دائم في يوليو 2019، حيث وقع عقدًا لمدة عامين مع خيار لسنة ثالثة مقابل 4 ملايين يورو. في 29 فبراير سنة 2020، سجل أول ثلاثية في مسيرته في المباراة التي فاز فيها فريقه 3-1 على أكاديميكو دي فيسيو ليضع فريقه في صدارة الدرجة الثانية. ٳختتم هذه السلسلة من ستة أهداف بالسبع مباريات. تم منح فارينزي الترقية إلى الدرجة الأولى بعد توقف الدرجة الثانية البرتغالية بسبب جائحة كورونا. أنهى جولد الموسم بصفته هداف الفريق وتم التصويت له كأفضل لاعب في الدرجة الثانية البرتغالية.

## الميسرة الدولية
شارك ريان جولد عشر مرات مع منتخب اسكتلندا تحت 19 عامًا، وسجل هدفين. كان الظهور الأول له في 9 أكتوبر سنة 2012 ضد منتخب أرمينيا، ليحل محل ماتي كينيدي في الدقيقة 66 في المباراة التي فازوا بها 4-0 بالتصفيات الأوروبية في نيو دوجلاس بارك في مدينة هاميلتون. وسجل هدفه الأول في مباراته الدولية الرابعة في 3 سبتمبر سنة 2013، ضد أيسلندا في ملعب فورثبانك في إستيرلينغ، من ركلة حرة من مسافة 20 ياردة ليدرك التعادل 1-1.
في 6 نوفمبر سنة 2013، تم ٳستدعاء ريان جولد إلى منتخب اسكتلندا تحت 21 عامًا لأول مرة، في المباراة ضد جورجيا في وقت لاحق من ذلك الشهر. سجل أهدافه الأولى للمنتخب في مباراته الثالثة في 8 سبتمبر سنة 2014، عندما سجل في المباراة التي فازوا بها 3-0 خارج أرضه على لوكسمبورغ في الملعب البلدي لمدينة ديفردانج، رغم فشلهم في الأخير بالتأهل ٳلى بطولة أمم أوروبا تحت 21 سنة. وفي 30 سبتمبر سنة 2014، تم استدعاء جولد إلى المنتخب الاسكتلندي الأول لكرة القدم في مباريات تصفيات المجموعة الرابعة لليورو 2016 ضد جورجيا وبولندا، لكنه لم يلعب. وفي 10 أكتوبر سنة 2015، تم طرد جولد بعد خطأه على ماركوس كوكو في المباراة التي خسروها 2–1 في تصفيات بطولة أوروبا تحت 21 سنة لكرة القدم 2017 أمام فرنسا في بيتودري مسقط رأسه.

## أسلوب اللعب
قدرة ريان جولد على التحكم في الكرة، وبنيته القصيرة والضعيفة، قادت البعض إلى المقارنة مع ليونيل ميسي، وهي مقارنة أجرتها الصحافة البريطانية في عام 2013. وغالبًا ما تتميز كرة القدم الاسكتلندية بالمستوى العالي من اللياقة البدنية. كما أنه في المواسم التي قضاها في نادي دندي يونايتد، تلقى تعليمه من قبل إيان كاثرو، والذي كان يفضل أسلوب الإبداع وتمرير الكرة للأمام. وبعد انتقاله إلى سبورتنج، تنبأ كاتب العمود في صحيفة بي بي سي سبورت ريتشارد ويلسون أن غولد سيكون أكثر ملاءمة لأسلوب كرة القدم في البرتغال، بسبب وتيرتها البطيئة وتركيزها على أسلوب التمرير. وقد تحدث جولد بنفسه عن تفضيله لكرة القدم البرتغالية على نظيرتها الاسكتلندية، وأعرب عن إرتياحه لإهتمام وسائل الإعلام به في سبورتنج لشبونة، معتبراً أن المقارنات مع ميسي كانت مبالغ فيها وسابقة لأوانها.

## المباريات
اعتبارًا من 7 نوفمبر سنة 2020:
| النادي                      | الموسم           | الدوري                          | الدوري | الدوري | الكأس | الكأس | كأس الدوري | كأس الدوري | أوروبي | أوروبي | مجموع | مجموع |
| النادي                      | الموسم           | بطولة                           | لعب    | سجل    | لعب   | سجل   | لعب        | سجل        | لعب    | سجل    | لعب   | سجل   |
| --------------------------- | ---------------- | ------------------------------- | ------ | ------ | ----- | ----- | ---------- | ---------- | ------ | ------ | ----- | ----- |
| دندي يونايتد                | 2011–12          | الدوري الاسكتلندي الممتاز       | 1      | 0      | 0     | 0     | 0          | 0          | 0      | 0      | 1     | 0     |
| دندي يونايتد                | 2012–13          | الدوري الاسكتلندي الممتاز       | 10     | 1      | 1     | 0     | 0          | 0          | 0      | 0      | 11    | 1     |
| دندي يونايتد                | 2013–14          | الدوري الاسكتلندي الدرجة الأولى | 31     | 6      | 4     | 1     | 3          | 1          | —      | —      | 38    | 8     |
| دندي يونايتد                | مجموع            | مجموع                           | 42     | 7      | 5     | 1     | 3          | 1          | 0      | 0      | 50    | 9     |
| سبورتينغ لشبونة ب           | 2014–15          | ليغا برو                        | 26     | 3      | —     | —     | —          | —          | —      | —      | 26    | 3     |
| سبورتينغ لشبونة ب           | 2015–16          | ليغا برو                        | 38     | 5      | —     | —     | —          | —          | —      | —      | 38    | 5     |
| سبورتينغ لشبونة ب           | 2016–17          | ليغا برو                        | 9      | 0      | —     | —     | —          | —          | —      | —      | 9     | 0     |
| سبورتينغ لشبونة ب           | مجموع            | مجموع                           | 73     | 8      | —     | —     | —          | —          | —      | —      | 73    | 8     |
| سبورتينغ لشبونة             | 2014–15          | الدوري البرتغالي الممتاز        | 2      | 0      | 0     | 0     | 3          | 2          | 0      | 0      | 5     | 2     |
| سبورتينغ لشبونة             | 2015–16          | الدوري البرتغالي الممتاز        | 0      | 0      | 0     | 0     | 0          | 0          | 0      | 0      | 0     | 0     |
| سبورتينغ لشبونة             | 2016–17          | الدوري البرتغالي الممتاز        | 0      | 0      | 0     | 0     | 0          | 0          | 0      | 0      | 0     | 0     |
| سبورتينغ لشبونة             | مجموع            | مجموع                           | 2      | 0      | 0     | 0     | 3          | 2          | 0      | 0      | 5     | 2     |
| فيتوريا دي سيتوبال (ٳعارة)  | 2016–17          | الدوري البرتغالي الممتاز        | 5      | 0      | 2     | 0     | 2          | 0          | —      | —      | 9     | 0     |
| ديبورتيفو داس أيفيس (ٳعارة) | 2017–18          | الدوري البرتغالي الممتاز        | 18     | 1      | 4     | 0     | 1          | 0          | —      | —      | 23    | 1     |
| فارينزي (ٳعارة)             | 2018–19          | ليغا برو                        | 12     | 2      | —     | —     | —          | —          | —      | —      | 12    | 2     |
| هيبرنيان (ٳعارة)            | 2018–19          | الدوري الاسكتلندي الدرجة الأولى | 5      | 0      | 1     | 0     | —          | —          | —      | —      | 6     | 0     |
| فارينزي                     | 2019–20          | ليغا برو                        | 21     | 9      | 1     | 0     | 0          | 0          | —      | —      | 22    | 9     |
| فارينزي                     | 2020–21          | الدوري البرتغالي الممتاز        | 6      | 1      | 0     | 0     | 0          | 0          | —      | —      | 6     | 1     |
| فارينزي                     | مجموع            | مجموع                           | 27     | 10     | 1     | 0     | 0          | 0          | 0      | 0      | 28    | 10    |
| المجموع الٳجمالي            | المجموع الٳجمالي | المجموع الٳجمالي                | 184    | 28     | 13    | 1     | 9          | 3          | 0      | 0      | 206   | 24    |

## روابط خارجي
- ريان جولد على موقع الدوري الأمريكي (الإنجليزية)
- ريان جولد على موقع قاعدة بيانات كرة القدم.إي يو (الإنجليزية)
- ريان جولد على موقع Soccerbase.com (لاعب) (الإنجليزية)
- ريان جولد على موقع Soccerway.com (الإنجليزية)
- ريان جولد على موقع AS.com (الإسبانية)